# Marie Key
Marie Key Kristiansen, conosciuta come Marie Key (Copenaghen, 7 ottobre 1979), è una cantante danese. Marie è diventata famosa nel 2005 grazie a KarriereKanonen, una competizione radiofonica annuale per artisti senza un contratto in Danimarca. Insieme alla sua Marie Key Band, la cantante ha presentato le canzoni Kleptoman e Per. La band ha pubblicato due album: Udtales ['kæj] (2006) e Hver sin vej (2008).
Marie ha pubblicato il suo primo album da solista, I byen igen, nel 2011. L'album ha raggiunto il ventitreesimo posto nella classifica degli album più venduti in Danimarca ed è stato certificato disco di platino. Marie ha trovato maggiore successo commerciale nel 2012, con il suo secondo album, De her dage, primo in classifica in Danimarca e certificato quadruplo disco di platino. De her dage è stato eletto migliore album danese dell'anno dai quotidiani Politiken e Berlingske e ha prodotto i successi Uopnåelig e Uden forsvar, certificati rispettivamente disco d'oro e disco di platino.
Nel 2013 Marie ha ottenuto il suo primo singolo numero uno con Gå med dig, una collaborazione con il gruppo rock Nephew. Nello stesso anno Marie ha vinto il premio P3 Guld in Danimarca, accompagnato da 100.000 corone; ai Danish Music Award del 2013 ha portato a casa sei dei sette premi per cui era stata nominata, fra cui Danese dell'anno, Album dell'anno e Compositore dell'anno. I premi e la fama hanno aiutato le vendite di De her dage, che è risultato il terzo album più venduto del 2013 in Danimarca.
Nel 2015 è uscito il terzo album di Marie Key, Tænker du vi danser, anticipato dal singolo Fatter det nu. L'album ha raggiunto il primo posto in classifica in Danimarca, ma non è riuscito a replicare il successo del precedente, venendo certificato disco di platino e scomparendo dalle classifiche dopo 27 settimane (rispetto alle 102 di De her dage). Tænker du vi danser è comunque stato il decimo album più venduto in Danimarca nel 2015.

## Discografia
- 2006 - Udtales ['kæj] (con la Marie Key Band)
- 2008 - Hver sin vej (con la Marie Key Band)
- 2011 - I byen igen
- 2012 - De her dage
- 2015 - Tænker du vi danser
- 2018 - Giganter